# Circuito del Caesars Palace
Il circuito del Caesars Palace è stato un tracciato urbano non permanente ubicato nel parcheggio dell'omonimo hotel casinò situato a Paradise, città adiacente a Las Vegas, in Nevada, negli Stati Uniti d'America.
Ha ospitato due edizioni del Gran Premio di Las Vegas di Formula 1, nel 1981 e nel 1982.
Era lungo 3 650 metri ed era molto criticato per la sua tortuosità che lo faceva assomigliare più a un kartodromo che ad una pista di Formula 1; aveva una particolare forma a pettine e si girava in senso antiorario.
Dopo l'edizione del 1982, la Formula 1 abbandonò il circuito che nei due anni successivi ospitò altrettante gare del campionato CART, su un tracciato però più breve comprendente la parte perimetrale della pista (il tratto tra le curve 1 e 10 fu raccordato con un rettilineo) che assumeva così una connotazione più simile a un ovale.
Dopo la gara della CART del 1984, il circuito non venne più utilizzato: sull'area è stata edificata una nuova ala dell'hotel, per cui ogni residua traccia dell'installazione è stata definitivamente cancellata.

## Albo d'oro della Formula 1
| Anno | Pilota           | Scuderia |
| ---- | ---------------- | -------- |
| 1981 | Alan Jones       | Williams |
| 1982 | Michele Alboreto | Tyrrell  |

### Vittorie per pilota
| Vittorie | Pilota           | Anno(i)/Vettura |
| -------- | ---------------- | --------------- |
| 1        | Alan Jones       | 1981/Williams   |
| 1        | Michele Alboreto | 1982/Tyrrell    |

### Vittorie per scuderia
| Vittorie | Scuderia | Anno(i)/Pilota        |
| -------- | -------- | --------------------- |
| 1        | Williams | 1981/Alan Jones       |
| 1        | Tyrrell  | 1982/Michele Alboreto |